# Балдвин-Рамулт, Людвик
Людвик Балдвин-Рамулт (укр. Людвік Балдвін-Рамулт, пол. Ludwik Baldwin-Ramułt, 6 июля 1857, Тарнув — 22 мая 1929, Львов) — львовский архитектор, военный и общественный деятель, автор ряда сооружений в стиле историзма и сецессии во Львове и других населенных пунктах Украины и Польши.

## Биография
Родился в городе Тарнув (теперь Малопольское воеводство) в семье землевладельца Бронислава и Софии Рупневских. Учился в гимназии в Тарнуве, а затем окончил Академию артиллерии. Служил поручиком в 40 пехотном полку. Покинул службу и поступил не архитектурный отдел Львовской политехники, которую окончил в 1882 году с отличием. Получил первую награду на конкурсе проектов школ, после чего стал ассистентом профессора промышленной школы во Львове. Работал в строительном управлении городского совета Львова. В 1890 году получил концессию на строительство. Образовал строительную союз вместе с Юлианом Цибульским. Союз руководил строительством во Львове зданий главной почты и греко-католической семинарии (проекты Сильвестра Гавришкевича), дворца Потоцких (архитектор Луи д’Овернь, проект модифицированный союзом).
В 1910 году входил в состав жюри конкурса на проекты доходных домов во Львове на улицах Коперника и Банковой. Несколько лет был депутатом городского совета Львова. К Первой мировой войне исполнял обязанности президента литературно-артистического кружка во Львове. В 1881—1922 годах был членом Политехнического общества во Львове, где в 1903—1904 годах состоял в правление. Был одним из основателей созданного в рамках общества в июне 1908 года «Кружка польских архитекторов во Львове». Тогда же был избран заместителем председателя правления, а в 1912 году — председателем. С 1891 года был членом Общества научной помощи для Княжества Цешинского. Входил в Государственный совет по строительству водных путей в Вене, был делегатом Краковского общества взаимного страхования. В 1912 году был в составе комитета архитектурной выставки в Кракове.
Избирался на должность руководителя Лесковского повята, где проработал около 14 лет. В течение этого времени строил в повяте общественные здания по собственным проектам. В 1902 году получил звание почётного гражданина города Устшики-Дольне. Во время Первой мировой войны организовал и возглавил комитет выходцев из Польши в городе Грац. Участвовал в украинском-польской войне как офицер штаба. Выполнял обязанности заместителя коменданта Львова. Награждён знаками отличия «Орлята» и «Крестом обороны Львова с мечами». В 1922 году назначен председателем Высшей государственной контрольной палаты. Вскоре стал президентом межведомственной комиссии по исследованию государственного лесного хозяйства.

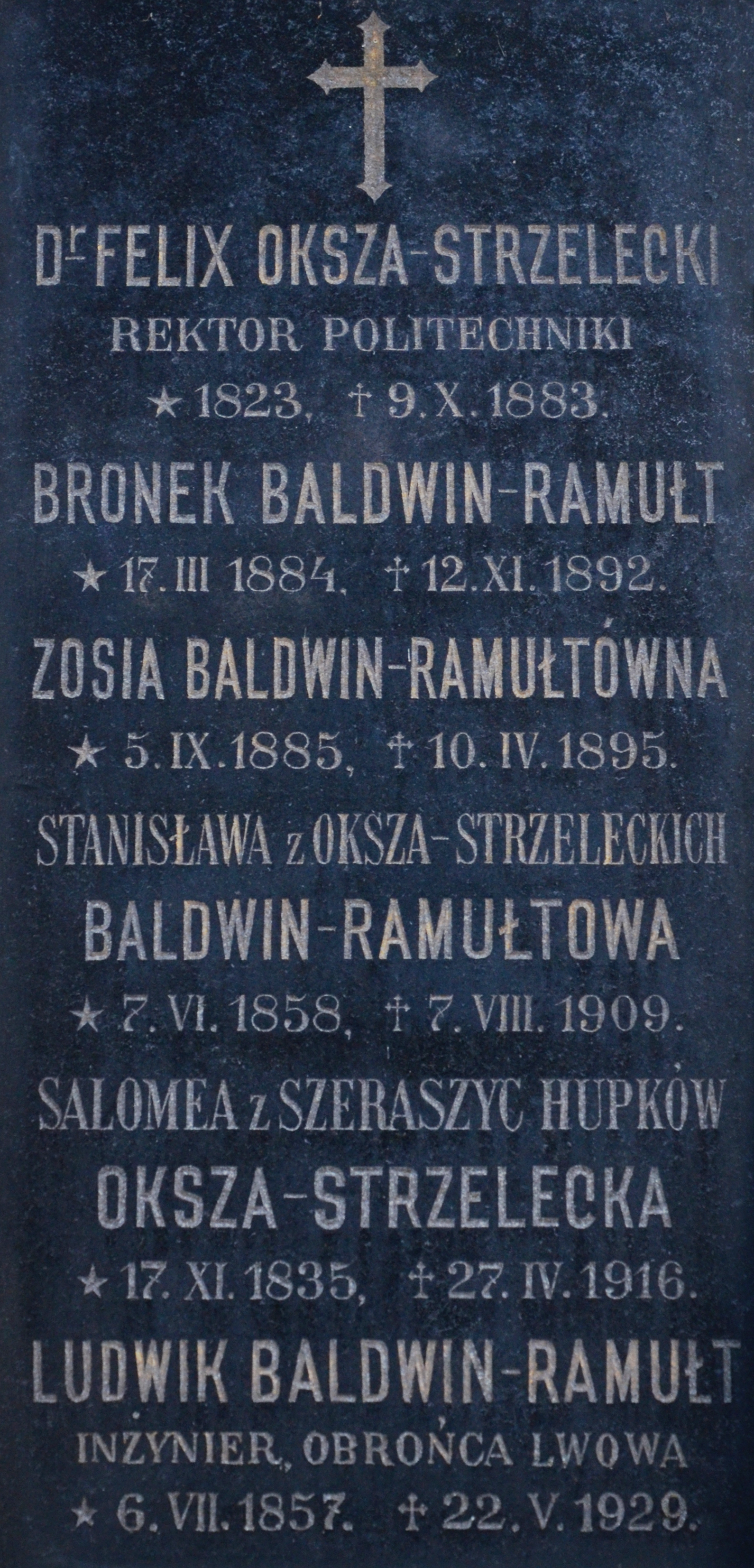
Надгробная плита на могиле Л. Балдвин-Рамулта

Первая жена — Людвика Стшелецкая. От первого брака родились сын Бронислав и дочь София. Овдовел, после чего женился во второй раз на Марии Гейдлив. Дети — сыновья Феликс (инженер), Людвик (директор Музыкального общества в Люблине), дочь — Мария Смоленская. Умер во Львове. Похоронен на Лычаковском кладбище в одной могиле с физиком Ф. Стшелецким, ректором Львовской Технической Академии (ныне Национальный университет «Львовская политехника») (1872—1874).

## Проекты
- Костёл святой Екатерины в селе Мильчицы Городокского района (1886—1887, совместно с Юлианом Цибульским). Теперь церковь святого Дмитрия.[10]
- Корпус Сельскохозяйственной академии Дубляны под Львовом (1888, соавтор Адольф Минасевич).
- Табачная фабрика в Винниках (1890-е годы).
- Две виллы на нынешней улице Вербицкого в Львове. № 4 — собственная вилла архитектора с фасадами с элементами немецкого народного стиля (1890), № 6 — особняк писателя Я. К. Зелинского в стиле французского неоренессанса (1891).[11]
- Павильон Рацлавицкой панорамы на Галицкой краевой выставке (1894).[12]
- Больничный комплекс во Львове для неизлечимо больных на нынешней улице Смаль-Стоцкого фонда Антона и Валерии Белинского. Построен в 1891—1897 годах в соавторстве с Игнатием Брунек, Иваном Левинским, Юзефом Каэтано Яновским.
- Жилые дома во Львове на улице Бандеры, 9 (1889) и 91-93 (1897).
- Здание школы слепых на улице Франко, 119 во Львове (1899 , соавтор Ю. К. Яновский).
- Развитие фабрики Кароля Питча на сегодняшний улице Жовковской, 11 во Львове (1900 , ныне радиоремонтний завод).[13]
- Сецессионные доходные дома Стефана Мичковская на сегодняшний улице Франко, 124—132 во Львове, построенные в 1907 году. Скульптурное убранство вероятно Ю. Шебеста.[14]
- Жилой дом на проспекте Шевченко, 23 во Львове (1909).
- Проект склепа на Стрыйском кладбище во Львове для захоронения австрийских солдат, погибших во время Первой мировой войны (1916).[15]

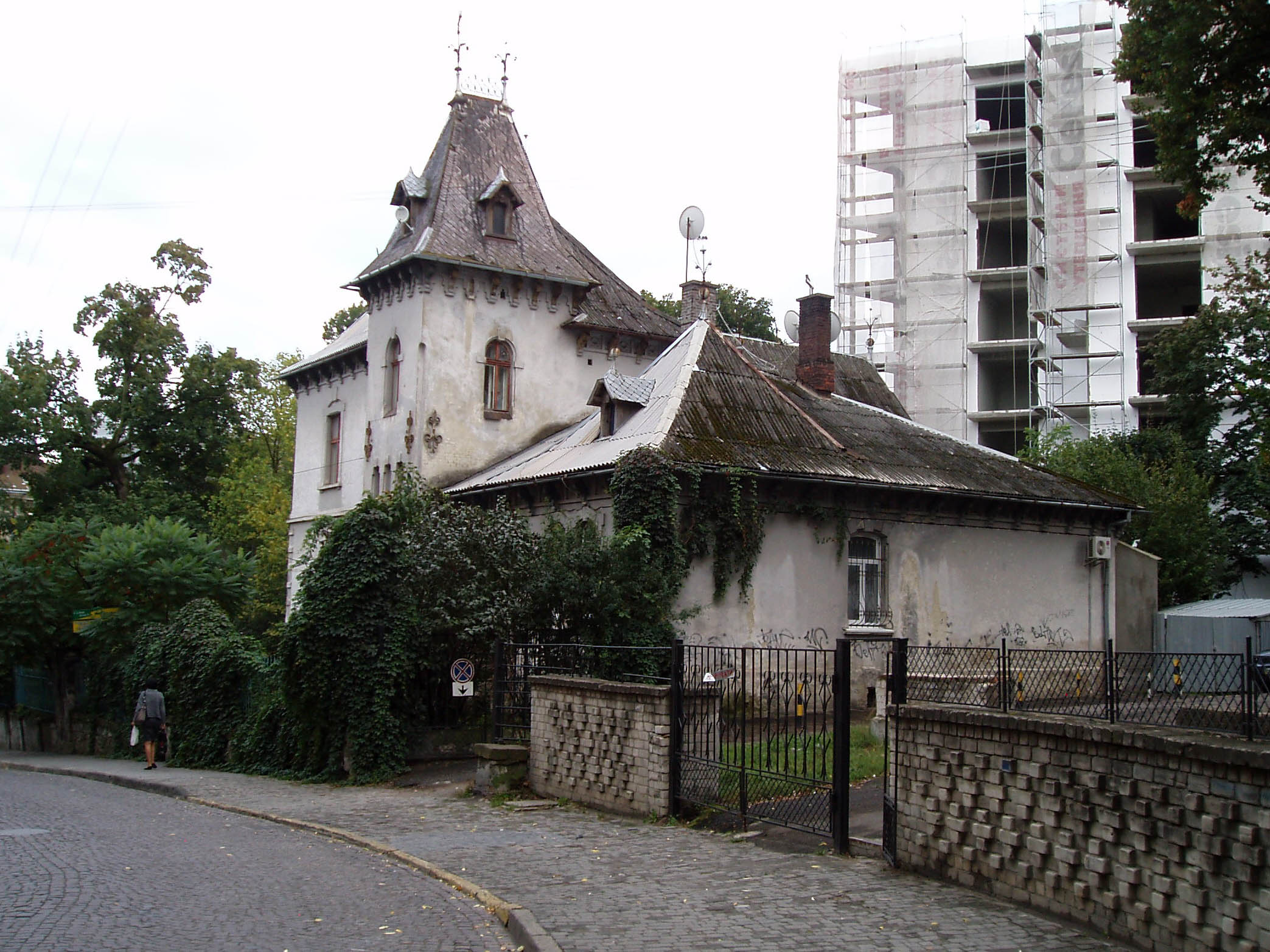
Собственная вилла архитектора на улице Вербицкого, 4
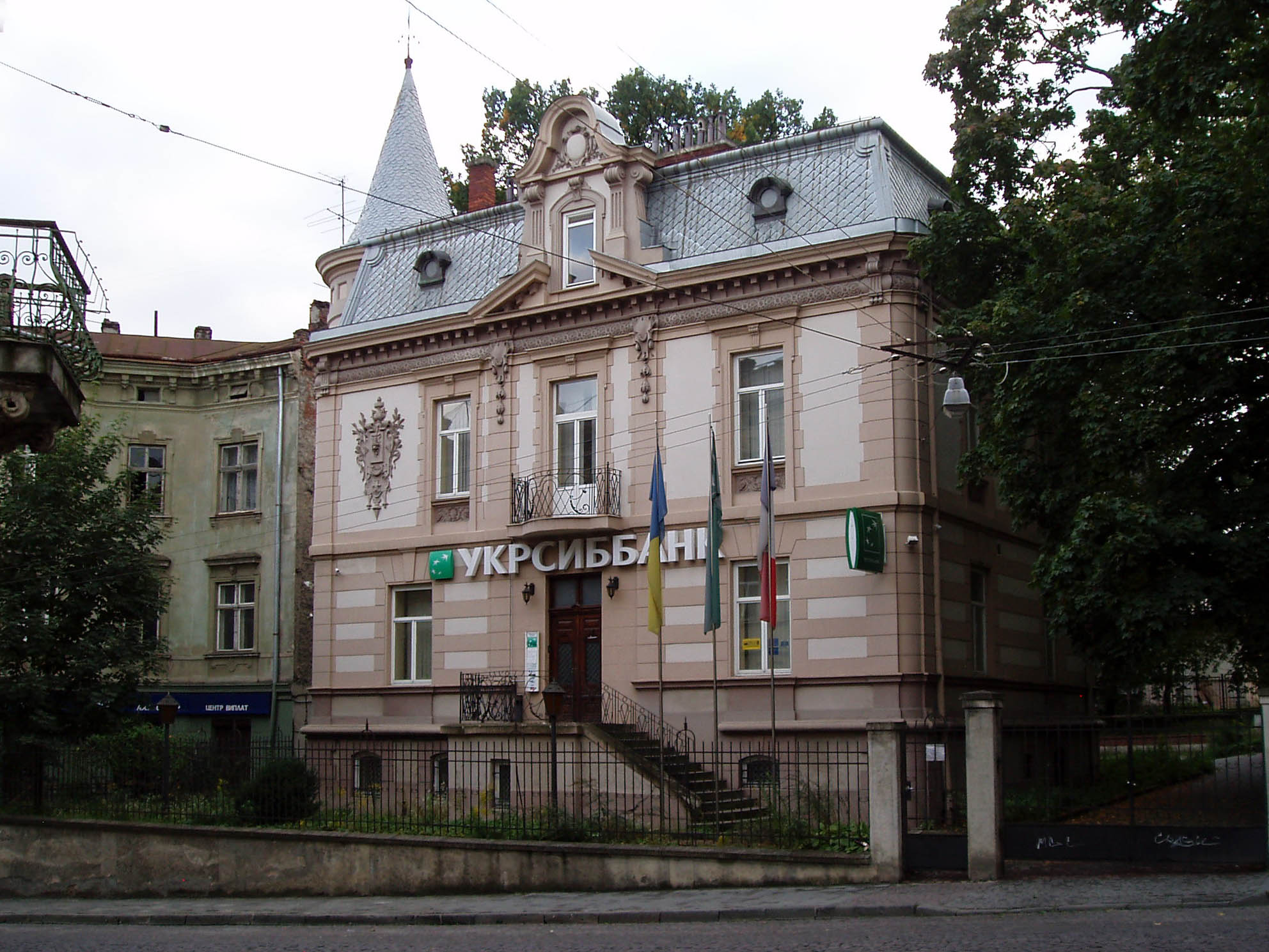
Дом на улице Вербицкого, 6
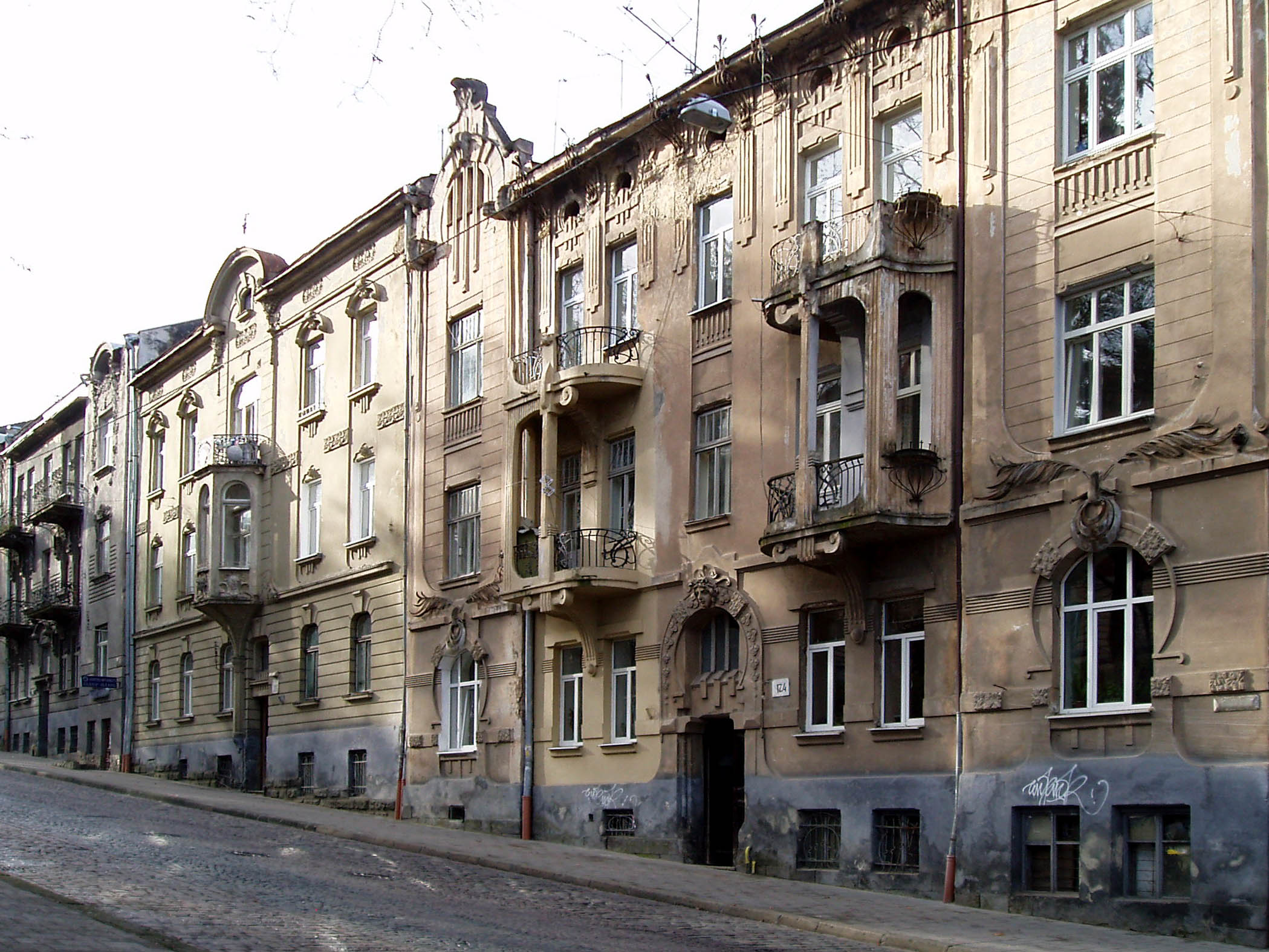
Ансамбль сецессийных домов на улице Франко
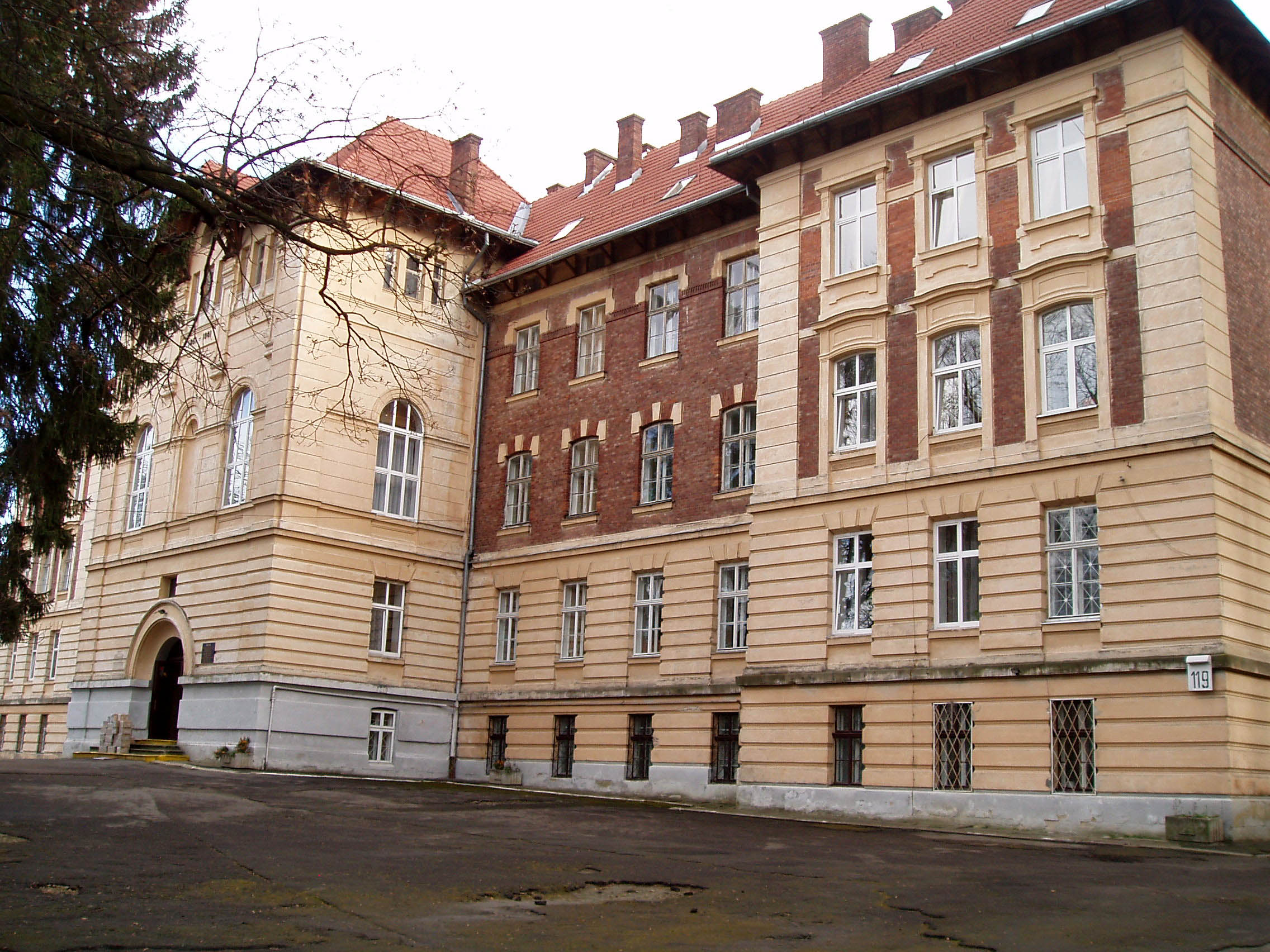
Школа слепых на улице Франко